# 越南佛教
越南佛教大约在公元2世纪左右开始，經由中国传入越南，因此越南佛教主要受到汉传佛教（又称北传佛教）影響，集中在越南北部。但南传佛教在越南南部也得到許多人信奉。

## 起源
公元2～3世纪，佛教通过多种方式流传进越南，主要途径有三:
- 其一，由于中原地区处于三国时代，战乱多，大批士民在进入越南的同时也帮助汉传佛教进入了越南；
- 其二，南亚、西亚的移民和僧侣通过海路进入越南，将南传佛教带入；
- 其三，能经由缅甸、云南进入红河谷地。

公元574年，印度僧人毗尼多流支到达长安，580年到达越南，弘传禅宗，成为越南佛教禅宗始祖。

## 发展
公元6世纪后，越南僧团逐渐形成。
公元7～9世纪，越南佛教得到空前的发展，寺庙遍及各地。於580年由南印度僧毗尼多流支（漢譯滅喜）創滅喜禪派。
公元9世纪初，越南无言通禅派（又称观壁派）创始人无言通在越南创立新的禅派，对越南佛教的发展起了重要作用。
公元10～14世纪，越南佛教的兴盛达到顶峰，佛教成为维护当时封建制度的重要精神支柱。在李朝和陈朝前后400年间，国王重用僧人，赋予特权，僧人参与朝政，制定律令文书。李朝聖宗年間由相傳由雪竇重顯之門人草堂創立草堂禪派。此间，共有8位国王出家为僧。尤其是陈朝前期陈太宗、陈仁宗先后禅位出家，创立竹林禅派，并派遣使臣到中国求大藏经，在国内印刷佛教经典和佛像。

## 衰落
公元14世纪以后，由于儒学的发展，儒士阶层势力上升，僧侣集团开始失去在国家政治生活中的巨大作用。特别是后黎朝建立后，独尊儒学，执行抑佛重儒政策，道教日益兴起，越南佛教由此日趋衰落。
公元16～17世纪，天主教开始传入越南。由于越南封建中央政权的衰落，形成了南北割据分裂的局面，但这也从某种程度上帮助了越南佛教的振兴。佛教在越南虽不似以前兴盛，但仍绵延不绝。

## 近、现代

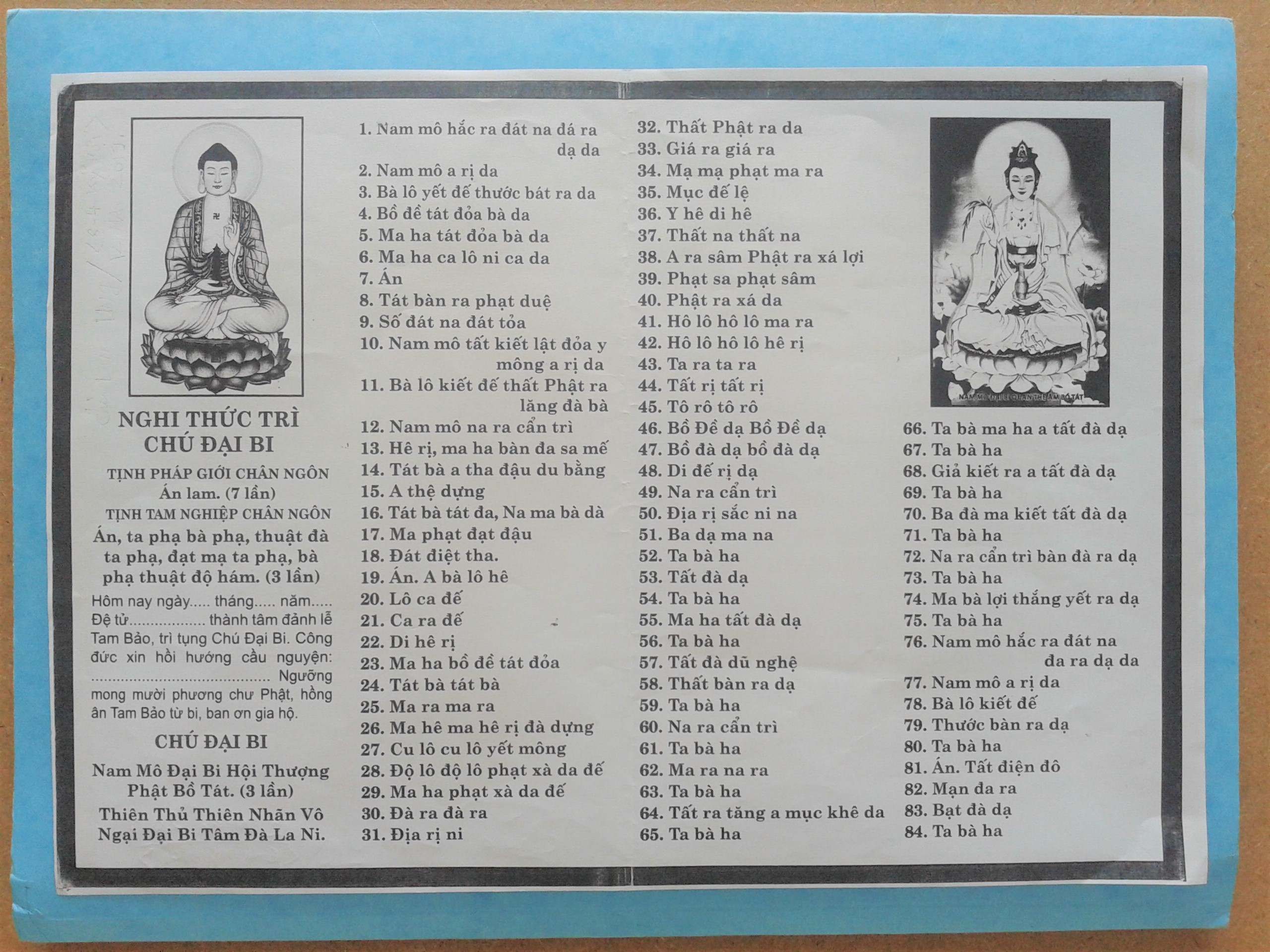
越南语版《大悲咒》

公元19世纪初，阮朝建立。虽然阮朝支持佛教，但在初期却制定了保护临济正宗、歧视莲宗的政策。但莲宗仍在北方民间活动。
进入近代后，越南兴起了佛、道、儒三教合一运动，这一时期更是出现了把佛、道、儒和天主教、伊斯蘭教，甚至民间信仰和對李白、牛頓、孫中山、丘吉爾等古今著名人士的崇拜糅合起来的新興宗教高台教。
1954年，越南分治为北越和南越，当时越南信教人口中的佛教徒比例介于50%至70%之间，而当时的南越总统吳廷琰身为天主教徒，实施了一系列偏袒天主教、敌对佛教的政策。1963年5月8日（佛誕当天），順化市的佛教徒被禁止悬挂国际佛教旗，而当时天主教顺化总教区的主教正是吴廷琰的仲兄吴廷俶。而数天前，天主教徒悬挂天主教旗帜的行为被允许，这种宗教歧视行为引发了佛教徒针对南越政府的抗议行动，9名平民在示威中被越南共和国军士兵杀害，佛教徒危机由此爆发。同年6月11日，僧人釋廣德在西贡自焚，以抗议吴廷琰的反佛政策，南越佛教徒的反政府情绪由此达到极点。此后，效忠吴廷琰胞弟吴廷瑈的南越陆军特种部队查抄舍利寺，导致超过1400名佛教徒被捕，美国政府由此不再信任吴廷琰政府，默许了针对吴廷琰政府的政变，吴廷琰也于1963年11月2日被叛军杀死。

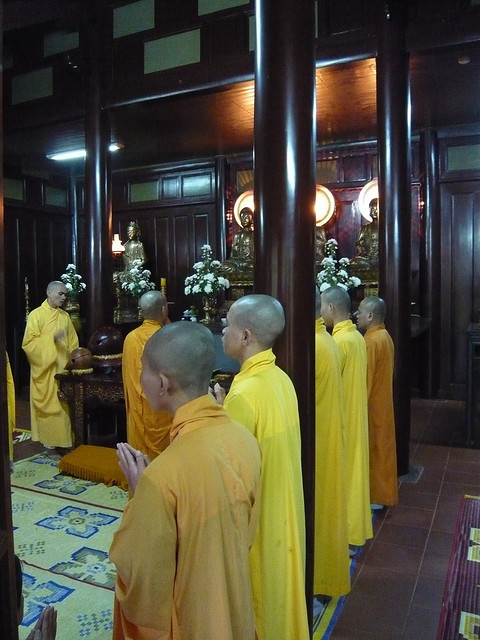
越南僧侣在顺化市